# Bogusław Banaszak
Bogusław Marian Banaszak (ur. 3 lutego 1955 we Wrocławiu, zm. 9 stycznia 2018 w Warszawie) – polski prawnik, profesor nauk prawnych, specjalista prawa konstytucyjnego i prawa administracyjnego. Dziekan Wydziału Prawa i Administracji Uniwersytetu Zielonogórskiego. W latach 2017–2018 członek Trybunału Stanu.

## Życiorys
W latach 1973–1975 studiował prawo na Uniwersytecie Wrocławskim. W 1983 uzyskał stopień naukowy doktora nauk prawnych na podstawie rozprawy Cechy ustrojowe państw socjalistycznych w Azji napisanej pod kierunkiem Aleksandra Patrzałka. W 1991 uzyskał stopień naukowy doktora habilitowanego na podstawie rozprawy pt. Sądownictwo konstytucyjne a ochrona podstawowych praw obywateli.
W semestrze letnim 1994 był profesorem wizytującym na Uniwersytecie Wiedeńskim. Od 1998 był profesorem nauk prawnych.
Został wykładowcą prawa konstytucyjnego i prawa administracyjnego na Uniwersytecie Wrocławskim oraz w Collegium Polonicum w Słubicach, wspólnej placówce Uniwersytetu im. Adama Mickiewicza i Europejskiego Uniwersytetu Viadrina we Frankfurcie nad Odrą. Przez kilkanaście lat pełnił funkcję kierownika Katedry Prawa Konstytucyjnego UWr.
W wyborach samorządowych w 1998 bez powodzenia ubiegał się o mandat radnego sejmiku dolnośląskiego z listy Stowarzyszenia Ekologicznego. Od maja 2000 do października 2001 członek Rady Doradczej do spraw Praw Człowieka przy Ministrze Spraw Zagranicznych. 4 listopada 2004 odebrał tytuł doktora honoris causa Uniwersytetu w Peczu (Węgry), natomiast w 2010 otrzymał tytuł doktora honoris causa Uniwersytetu w Pitești w Rumunii.
W związku z wydaniem w 2003 polsko-niemieckiego Słownika prawa i gospodarki pod red. B. Banaszaka został on posądzony o plagiat. Toczył się przeciwko niemu proces w sprawie cywilnej z powództwa dr Aliny Kilian, autorki Słownika języka prawniczego i ekonomicznego wydanego w 2000. W listopadzie 2015 Sąd Okręgowy w Warszawie wydał nieprawomocny wyrok za naruszenie praw autorskich, nakazując zapłacenie 25 tys. zł zadośćuczynienia. Prof. Banaszak wraz z wydawnictwem C.H. Beck odwołali się od wyroku.
Od 2010 był członkiem korespondentem hiszpańskiej Królewskiej Akademii Nauk. Był doradcą Rzecznika Praw Obywatelskich Janusza Kochanowskiego i przewodniczącym Rady Legislacyjnej przy Prezesie Rady Ministrów.
W listopadzie 2010 został zgłoszony przez posłów Platformy Obywatelskiej jako kandydat na sędziego Trybunału Konstytucyjnego. Po nieudzieleniu mu rekomendacji przez prezydium klubu parlamentarnego PO w związku z ujawnieniem zarzutów o plagiat zrezygnował z kandydowania.
Przygotowywał opinie zlecone przez Biuro Analiz Sejmowych w czasie kryzysu wokół Trybunału Konstytucyjnego, a także głosowania Sejmu RP w Sali Kolumnowej. Przygotowywane przez niego ekspertyzy były korzystne dla Prawa i Sprawiedliwości (m.in. w jednej z nich uznał, że TK powinien orzekać o konstytucyjności ustawy o zmianie ustawy o TK z 22 grudnia 2015 w oparciu o nią samą). Wylansował także zasadę tzw. autonomii parlamentarnej, podnosząc ją do rangi naczelnej normy konstytucyjnej. W październiku 2016 przygotował opinię dla Komisji Sprawiedliwości i Praw Człowieka w której uznał, że uchwała o projekcie budżetu Trybunału Konstytucyjnego na 2017 jest nieważna, gdyż Zgromadzenie Ogólne Sędziów TK podjęło ją w niewłaściwym składzie, tj. bez trójki sędziów wybranych przez Sejm VIII kadencji w listopadzie 2015.
30 marca 2016 został powołany przez marszałka Sejmu Marka Kuchcińskiego w skład Zespołu Ekspertów do Spraw problematyki Trybunału Konstytucyjnego, który otrzymał za zadanie podjęcie kwestii powodujących kryzys w działalności TK (zespół złożył raport 1 sierpnia 2016).
W kwietniu 2016 został nominowany przez rząd Beaty Szydło przedstawicielem Polski w tzw. komisji weneckiej. W styczniu 2017 wybrany przez Sejm członkiem Trybunału Stanu.
W czerwcu 2017 wspólnie z Anną Łabno i Bogumiłem Szmulikiem opracował na zlecenie partii Prawo i Sprawiedliwość ankietę w sprawie nowej konstytucji skierowaną do polskich prawników-konstytucjonalistów. Na ponad 102 rozesłane ankiety poza autorami odpowiedziało 11 osób.
Autor ponad 250 prac naukowych, wśród których są monografie, podręczniki, studia i artykuły. Kilkadziesiąt z nich opublikowano za granicą (na Węgrzech, w Austrii, Niemczech, Francji, Chile, Korei Południowej, Holandii).
Był członkiem założycielem i prezesem Dolnośląskiego Stowarzyszenia Ekologicznego, które przez lata blokowało autostradową obwodnicę Wrocławia. W pobliżu planowanej trasy znajdował się jego dom.
9 stycznia 2018 w trakcie podróży samolotem miał zawał serca. Jeszcze tego samego dnia zmarł w Warszawie. 18 stycznia 2018, po mszy pogrzebowej w Głosce, został pochowany na cmentarzu w Miękini.

## Odznaczenia
- Krzyż Oficerski Orderu Odrodzenia Polski – 2018, pośmiertnie[30][31]
- Krzyż Kawalerski Orderu Odrodzenia Polski – 2008[32]
- Złoty Krzyż Zasługi – 2001[33]
- Krzyż Kawalerski Orderu Zasługi RFN – Niemcy, 2008
- Odznaka Honorowa za Zasługi dla Republiki Austrii[34]:
  - Wieka Złota Odznaka Honorowa – 2007
  - Wielka Odznaka Honorowa – 1999
- Krzyż Oficerski Odznaki Honorowej za Naukę i Sztukę – Austria[35]
- Order Sprawiedliwości 1. Stopnia Światowego Stowarzyszenia Prawników – 2011[36]

## Publikacje
W dorobku publikacyjnym B. Banaszaka znajdują się m.in.:
- Aubert Jean F., Banaszak Bogusław, Lüthi Ruth, Parlament Szwajcarii. Wstęp i tłum. Bogusław Banaszak. Oprac. J.F Aubert, R. Lüthi, L. Meyer, H. Hirter, A. Huber-Hotz, C. Lanz, M. Graf K. Nuspliger, F. Meier-Grob, B.M. Gadient. Warszawa 2000 Wydawn.Sejmowe ss. 217.
- Konstytucje Rzeczypospolitej oraz komentarz do Konstytucji RP z 1997 roku. Red. Jan Boć. Wrocław 1998 Kolonia Limited ss. 360.
- Preisner Artur, Balicki Ryszard, Banaszak Bogusław, Słownik wiedzy o Sejmie. Wyd. 2 zm. i uzup. Red. Artur Preisner. Warszawa 2001 Wydawn.Sejmowe ss. 249.
- Balicki Ryszard, Nowacka Ewa, Banaszak Bogusław, Ustrój administracji publicznej. Red. Ewa J. Nowacka. Oprac.: R. Balicki, B. Banaszak, A. Błaś, J. Boć, M. Masternak-Kubiak, J. Niczyporuk, E.J. Nowacka, K. Nowacki, J. Szreniawski. Warszawa 1999 [2000] Wydawn.Prawn.PWN ss. 219.